# 동바늘발톱갈라고
동바늘발톱갈라고(Galago matschiei) 또는 검은갈라고는 갈라고과에 속하는 영장류의 일종이다. 베를린 자연사 박물관의 포유류 학예사였던 독일 동물학자 파울 마치(Paul Matschie)를 기리기 위해 '마치갈라고'라고도 불린다. 열대 중앙아프리카가 원산지이며, 부룬디와 르완다, 콩고민주공화국, 우간다의 숲에서 발견된다. 검은갈라고는 꼬리가 길고 몸집이 작으며, 수목성과 야행성, 잡식성 생활 방식을 가지고 있다.

## 특징
동바늘발톱갈라고는 머리부터 몸길이가 약 166mm, 꼬리 길이는 255mm인 중간 크기의 갈라고이다. 몸무게는 약 210g이다. 얼굴에는 주둥이에서 이마까지 뻗은 넓고 옅은 줄무늬가 특징이다. 큰 눈은 호박색 홍채를 가지고 있으며, 갈색빛이 도는 검은색 테두리로 둘러싸여 있다. 눈 테두리 바깥쪽에는 융기가 있는데, 특히 이마에서 뚜렷하게 보인다. 뺨은 옅은 회색이고, 긴 귀는 검은색이거나 끝이 검은색이다. 몸 윗부분과 다리는 짙은 갈색이며, 어깨에는 노란빛이 감돈다. 목 옆과 목구멍, 아랫부분, 다리 아랫부분은 옅은 회색이다. 꼬리는 몸 전체에 고르게 털이 나 있으며, 털이 거의 없거나 약간만 나 있으며, 짙은 회색 또는 회갈색이며, 끝부분으로 갈수록 더 어두워진다. 꼬리는 동바늘발톱갈라고가 쉬고 있을 때나 움직일 때 종종 느슨하게 감겨 있다. 발톱 윗면에는 약간 융기된 돌기와 날카롭고 튀어나온 뾰족한 돌출부가 있다. 동바늘발톱갈라고의 눈은 주황색으로 빛난다.

## 분포 및 서식지
서식지는 우간다와 부룬디, 르완다, 콩고민주공화국의 알베르틴 열곡 지역에 국한되어 있으며, 우간다 동쪽 지역에서도 목격된 바가 있다. 하지만 이 중 일부는 토마스갈라고였을 가능성이 있다. 동바늘발톱갈라고는 저지대와 저지대 산지 서식지의 1차림과 2차림 모두에서 서식하며, 특히 기니자두가 우점하는 숲에서 발견된다.

## 생태
다른 갈라고와 마찬가지로, 동바늘발톱갈라고는 야행성이며 대개 단독으로 생활하며, 낮에는 굴에 숨어 지낸다. 주로 수관의 중간과 아랫부분에서 먹이를 찾는다. 먹이는 딱정벌레와 나방, 애벌레뿐만 아니라 과일, 꽃, 수액도 포함된다. 동바늘발톱갈라고의 번식 습성은 잘 알려져 있지 않지만, 번식은 11월과 12월에 정점을 찍으며 매년 1~4마리의 새끼를 키운다.어미 갈라고는  새끼를 입에 물고 다니기도 하고, 때로는 둥지 구멍 근처의 나뭇가지에 "놓아 두기"도 한다.

## 보전 상태
동바늘발톱갈라고는 분포 지역 일부에서 비교적 흔하게 발견되며, 잘 보호된 여러 지역에 서식한다. 주요 위협은 삼림 벌채이며, 개체 수는 감소하고 있을 가능성이 크지만, 이 종을 위협할 만큼 빠른 속도는 아닐 것으로 보인다. 국제자연보전연맹(IUCN)은 동바늘발톱갈라고를 "최소관심종"으로 평가했다.